# Monastero di San Giovanni evangelista
Het Monastero di San Giovanni evangelista was een benedictinessenabdij (7e eeuw – 1810) in de lagune van Venetië, meer bepaald op het eiland Torcello. De abdij genoot prestige als handelaar in de haven van Torcello alsook door de positie van de abdis want deze was al eens de zus of dochter van de doge van Venetië. De abdij bevond zich in de republiek Venetië.
De abdij was toegewijd aan de evangelist Johannes.

## Historiek
Volgens de traditie in het patriarchaat Venetië werd de abdij gesticht in het jaar 640, ten tijde van het pausdom van Severinus en het keizerschap van Heraclius van Byzantium. Het was de periode waarin stedelingen uit de bisschopsstad Altinum op de vlucht gingen voor de Longobarden. De mensen van Altinum vestigden zich op het eiland Torcello in de lagune, waar ze zich konden verschansen. In dezelfde periode werd het bisdom Altinum afgeschaft en het bisdom Torcello opgericht (7e eeuw).
Het Monastero di San Giovanni evangelista is de oudste vrouwelijke abdij in de lagune van Venetië.
 De benedictinessen volgden de regel van de abdij van Bobbio in Piacenza. Volgens de kroniekschrijver en diaken Giovanni van Venetië was het jaar 1009 een feestelijk jaar voor de bloeiende abdij. Abdis Felicita, dochter van doge Pietro II Orseolo en zus van Orsus, bisschop van Torcello, ontving een relikwie van de heilige Barbara. Via familierelaties met de keizer van Byzantium was het mogelijk de relikwie te schenken aan abdis Felicita. In de daaropvolgende 11e tot 12e eeuw kende de abdij een bloeiperiode. Patriciërs en hovelingen van de doge schonken aan de abdij gronden en kunstschatten. De abdij bezat gronden tot in Padua en andere streken onder Venetiaans bestuur zoals Istrië. In de hoogdagen van de abdij was de abdis een dochter of zus van de doge van Venetië.
Vanaf de 12e – 13e eeuw kende de abdij een verval, wat parallel verliep met de economische malaise in de havenstad Torcello. Wat het verval verergerde voor de zusters waren de vernietigende branden in het jaar 1279 en het jaar 1343. De abdis in 1343 was Tommasina Venero; zij deed beroep op de beschermheer van de abdij Simono Dandolo, broer van doge Andrea Dandolo. Een zus van beiden, Agnese Dandolo, was toen benedictines. De familie Dandolo financierde de heropbouw in de jaren 1343-1344 doch de abdij was over haar hoogtepunt heen.
Tijdens het napoleontisch bestuur in het koninkrijk Italië schaften de Fransen de abdij af. Alle zusters verlieten de abdij (1810). Deze werd onmiddellijk staatseigendom en publiek verkocht. De afbraak gebeurde progressief in de eerste helft van de 19e eeuw. In 1819 bezat Agostino Corrier, apostolisch protonotaris en titulair kanunnik van de afgeschafte kathedraal van Torcello een steen uit de abdij. De steen bevatte een inscriptie over de stichting. De kanunnik schonk de steen aan het archief van het patriarchaat van Venetië.
Van de abdij blijft enkel het fundament over van de abdijkerk en een opslagkamer.